# 한스 판 브뢰켈런
요하너스 프란시스퀴스 "한스" 판 브뢰켈런(네덜란드어: Johannes Franciscus "Hans" van Breukelen ˈɦɑns fɑm ˈbrøːkələ(n)[*], 1956년 10월 4일 ~ )은 네덜란드의 은퇴한 축구 선수로, 현역 시절 골키퍼였다. 그는 2017년부터 2018년까지 네덜란드 왕립 축구 협회(KNVB)의 기술 고문을 역임하기도 했다.
판 브뢰켈런은 더 블리트에서 유년 시절을 보내며 BVC의 유소년부에서 축구를 시작했다. 1976년, 그는 위트레흐트에 입단하여 142번의 경기에 출전했다. 노팅엄 포리스트에서 2년을 보낸 판 브뢰켈런은 1984년에 PSV로 이적했다. PSV 소속으로, 그는 6번의 리그 우승을 거두었고, 컵대회도 3번 우승했다. 1988년, 판 브뢰켈런은 벤피카의 승부차기 6번째 주자를 막아내며 챔피언스리그 정상에 올랐고, 같은 해에 3관왕의 대업을 달성했다. 그는 네덜란드 올해의 골키퍼로 4차례 선정되기도 했다.
판 브뢰켈런은 네덜란드 국가대표팀 경기에도 73번 출전했다. 그는 유로 1988에 네덜란드 선수단 일원으로 참가했다. 또한 판 브뢰켈런은 대회 결승전에서 페널티 킥을 선방하였다. 그는 1990년 월드컵과 유로 1992에도 참가했다. 현역 은퇴 후, 그는 비축구 영역에 사업에 뛰어들었고, 동시에 위트레흐트의 단장을 역임했고, 2010년부터 2016년까지는 PSV 이사진의 일원이었다.
한스 판 브뢰켈런은 3관왕과 함께 국가대항전 우승을 1988년 같은 해에 거둔 5명밖에 안되는 네덜란드 선수들 중 하나이기도 하다. 나머지 4명의 선수들은 그의 동료인 베리 판 알러, 로날트 쿠만, 헤랄트 파넨뷔르흐, 그리고 빔 키프트이다.

## 초창기
판 브뢰켈런은 위트레흐트 출신으로, 1964년에 더 블리트에서 아마추어 구단인 BVC에서 축구를 시작했다. 1974년, 그는 17세의 나이에 BVC의 1군으로 도약했다. 몇 달 후, 판 브뢰켈런은 위트레흐트에 입단했다. 유년 시절, 그는 교사가 되기 위해 학업을 병행했다. 그는 위트레흐트에 입단한 이후에도 교육학을 전공했고, 교편을 잡기도 했다.

## 클럽 경력

### 위트레흐트와 노팅엄 포리스트
판 브뢰켈런은 처음에 위트레흐트 2군에서 활약했지만, 얼마 지나지 않아 블라고예 이스타토프와 얀 스트롬베르흐를 보좌할 3번째 골키퍼로 올라섰다. 1977년 3월 20일, 판 브뢰켈런은 0-3으로 패한 스파르타 로테르담과의 원정 경기에서 주전 이스타노프를 대신해서 출전하며 신고식을 치렀다. 그는 이후 4년 동안 주전으로 도약하며 주전 선수가 되었다.

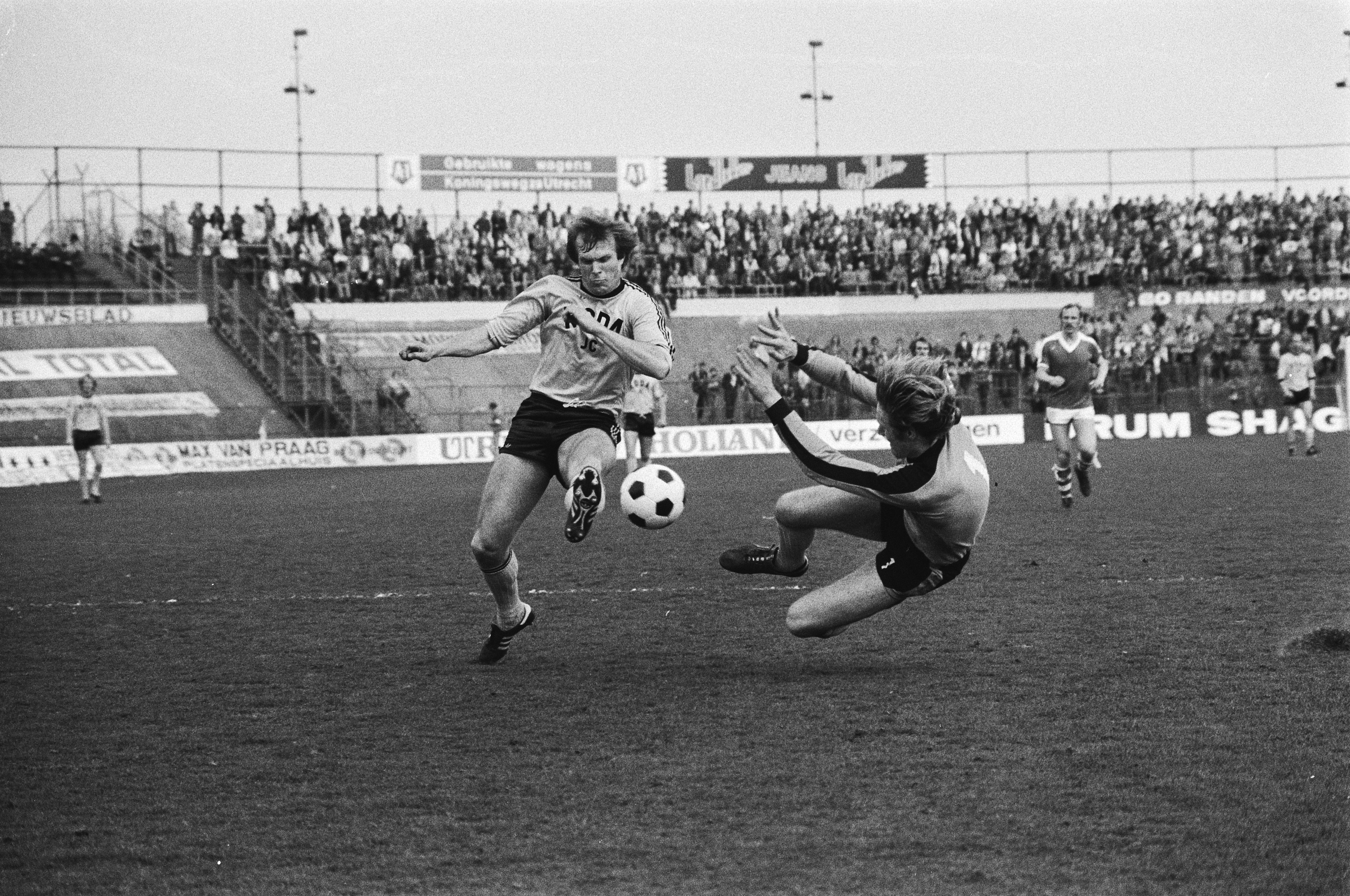
1979년, 테오 더 용이 찬 공을 막으려 드는 한스 판 브뢰켈런

1980-81 시즌, 위트레흐트는 리그 3위의(구단의 리그 역대 최고 성적) 성적을 거두었고, 1년 뒤, 판 브뢰켈런의 위트레흐트는 KNVB 베커르 결승전에 올랐다. 1982년, 위트레흐트가 재정난에 허덕이자, 구단은 긴급하게 자금을 마련하기 위해 판 브뢰켈런을 매각할 의사를 밝혔다. 본래, 1982-83 시즌 2차전까지 진행될 때까지 그의 이적 징조가 없었다. 그러나 9월이 되자, 판 브뢰켈런은 결국 노팅엄 포리스트로 이적했다. 그는 위트레흐트에서 도합 142번의 에레디비시 경기에 출전했다.

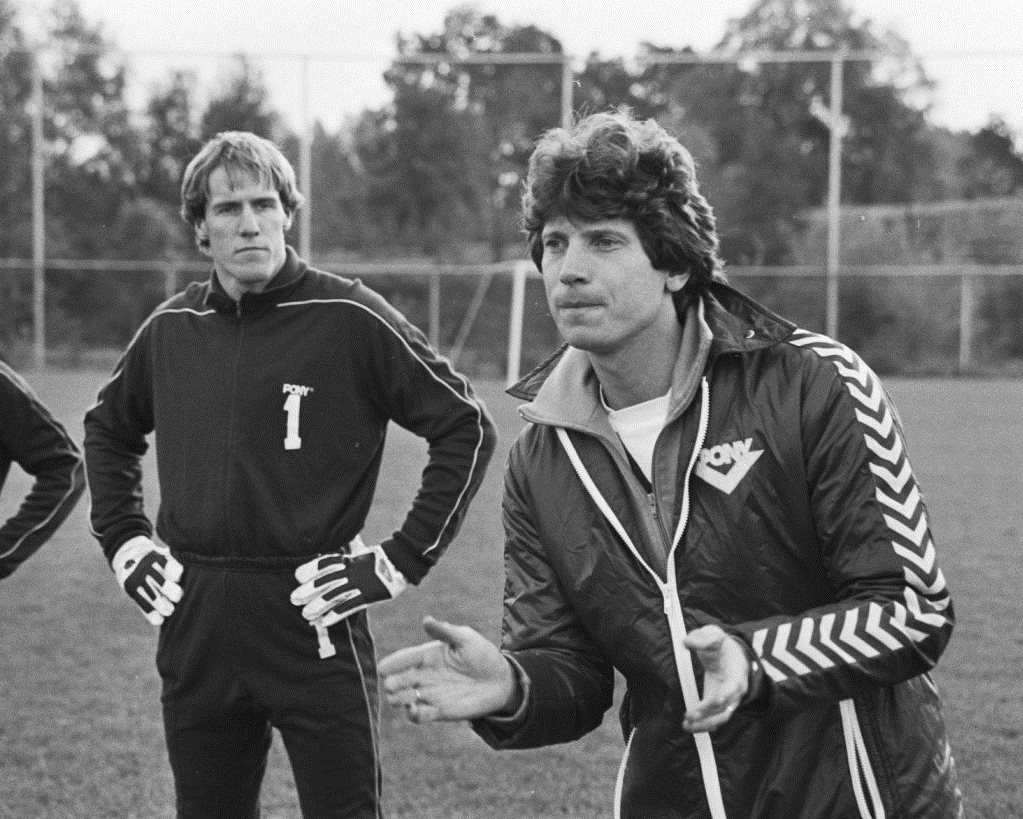
판 브뢰켈런과 한스 베르허르 감독.

피터 실튼이 노팅엄 포리스트를 떠난 가운데, 브라이언 클러프 감독이 판 브뢰켈런을 새 수문장으로 낙점했다. 노팅엄은 그를 영입하기 위해 위트레흐트에 £200,000의 이적료를 냈다. 그는 브라이튼 & 호브 앨비언과의 첫 경기에서 바로 무실점을 기록했다. 그러나, 판 브뢰켈런은 13번의 리그 경기 끝에 부상을 당해 4개월을 빠지게 되었다. 재활 후, 판 브뢰켈런은 노팅엄 포리스트의 선발진에 복귀하였고, 소속 구단은 UEFA컵 진출권을 손에 넣었다.
1983-84 시즌, 판 브뢰켈런은 36번의 리그 경기에 출전해 11번의 경기에서 무실점을 달성했다. 소속 구단은 3위의 성적을 거두었는데, 이 시즌 정상에 오른 리버풀과는 승점 6점차였다. UEFA컵에서 노팅엄 포리스트는 준결승전까지 올랐지만 안데를레흐트에 패퇴했다. 같은 해, 노팅엄 포리스트와 판 브뢰켈런은 잦은 국가대표팀 차출을 놓고 불협화음을 냈다. 네덜란드 국가대표팀에서 입지를 잃지 않기 위해, 판 브뢰켈런은 1983-84 시즌을 끝으로 잉글랜드를 떠나기로 결심했다.

### PSV
판 브뢰켈런은 PSV에 입단하여 다시 모국을 밟았다. 그는 1년차에 에레디비시 우승을 안타깝게 놓쳤고, KNVB 베커르에서는 판 브뢰켈런의 친정 위트레흐트와의 준결승전에서 패했다. 그러나, PSV는 이어지는 2년동안 리그 정상에 올랐는데, 이로서 판 브뢰켈런은 생애 첫 우승을 경험했다. 1987년, PSV와 페예노르트와의 경기에서 판 브뢰켈런은 네덜란드에서 판 브뢰켈런의 터석풀(het polletje van Van Breukelen)로 회자되는 실수를 범했다. 그는 공을 향해 도약했을때 손에 잔디를 쥐고 있었고, 그에 따라 의도치 않은 방향으로 공이 굴절했다. 판 브뢰켈런은 공을 다시 잡으러 서둘렀지만, 심판은 이를 규정 위반으로 보았는데, 그는 바로 공을 집을 수 없었기 때문이다. 그에 따라 페예노르트는 막판 프리킥 기회를 잡았고, 기여코 경기는 1-1로 끝났다.

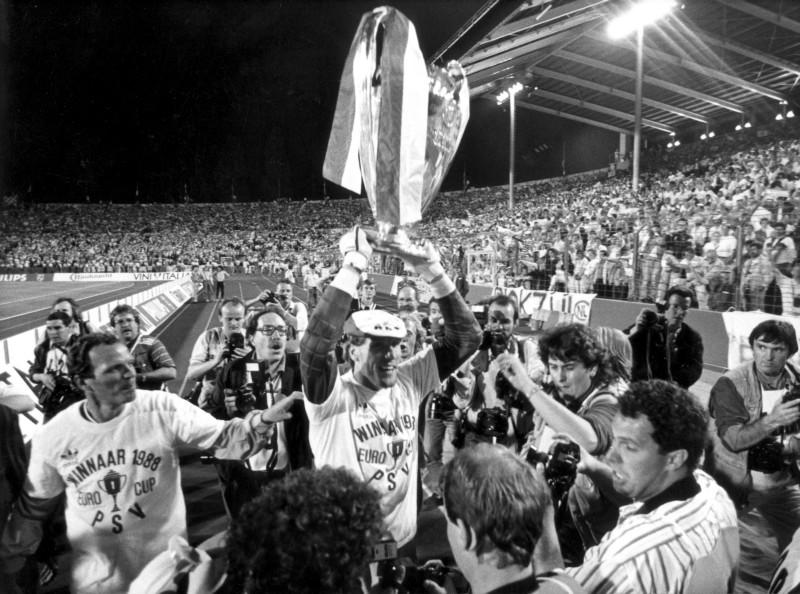
슈투트가르트에서 유러피언컵 우승을 자축하는 판 브뢰켈런

이후 판 브뢰켈런은 언론과 축구계에서 대대적으로 조롱을 당하며 어려움을 겪었지만, 1987-88 시즌에 들어 극복했고, 이 시기는 그의 경력 정점에 달한 시기였다. PSV는 이 시기에 리그 3연패를 거두었고, KNVB 베커르와 유러피언컵마저 석권했다. PSV는 유러피언컵 결승전에서 벤피카를 상대하여 연장전까지 득점 없이 승부를 가리지 못했고, 승부차기로 이어졌다. PSV가 6명의 주자가 모두 골망을 가른 가운데, 벤피카의 안토니우 벨로수가 낮게 왼쪽 구석으로 찬 공을 판 브뢰켈런이 막아냈다. 그 결과 PSV가 유러피언컵의 주인공이 되었다. 판 브뢰켈런은 훌륭한 활약을 바탕으로 1988년 네덜란드 올해의 골키퍼로 선정되었다. 그는 현역 시절에 이 상을 4번 받았다. 1988-89 시즌, PSV는 다시 2관왕을 달성했다. 판 브뢰켈런과 PSV는 1990년에 KNVB컵을 우승했고, 1991년과 1992년에는 리그 우승을 2번 추가했다.

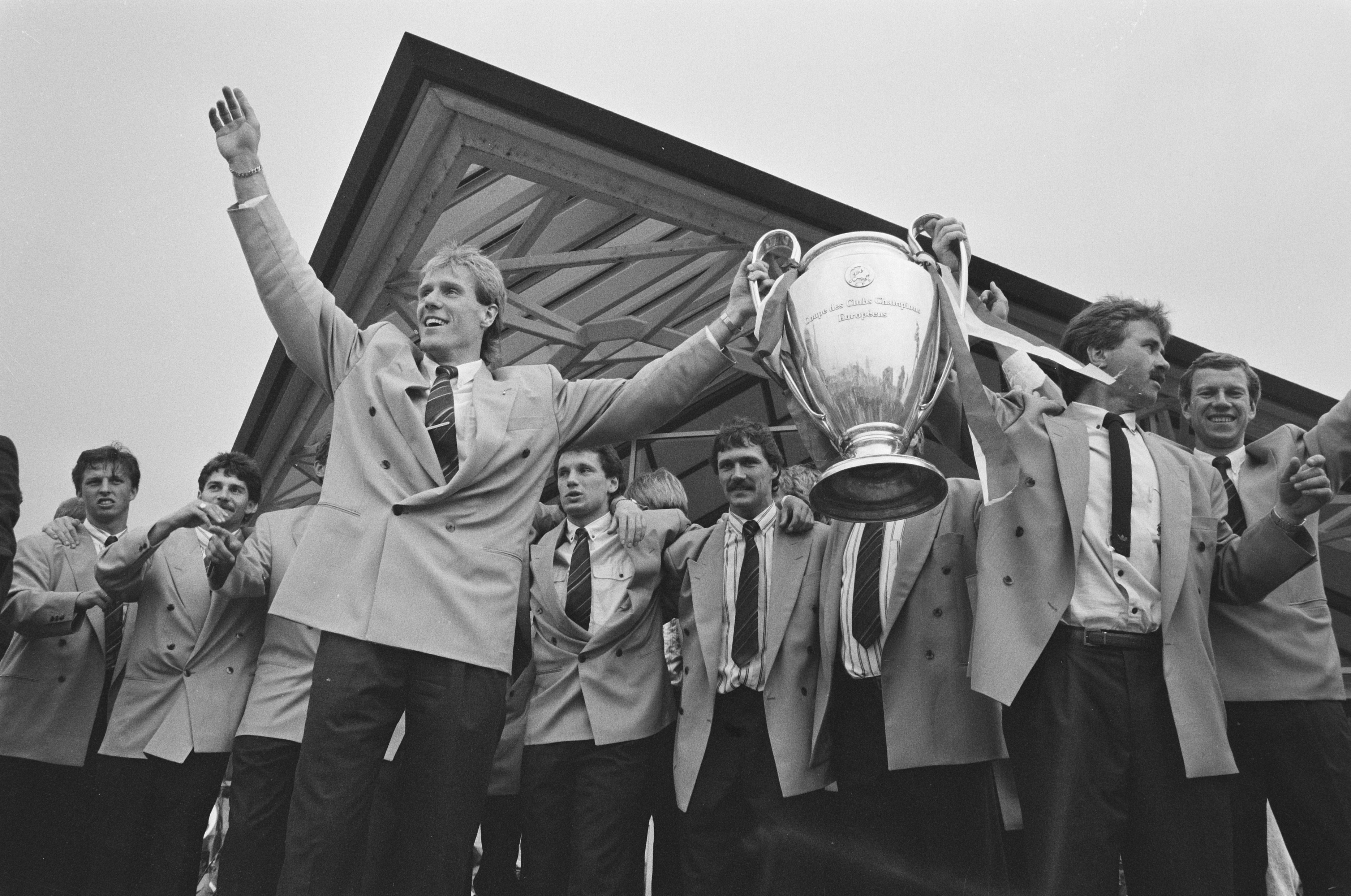
유러피언컵을 들고 에인트호번 공항에 금의환향하는 판 브뢰켈런과 휘스 히딩크

1993-94 시즌, 판 브뢰켈런은 공개적으로 동료 선수인 호마리우의 태도를 비판했다. 그 결과 골키퍼는 PSV 구단으로부터 벌금 징계를 받았다. 또한 아약스와의 중요한 경기를 앞두고 3차례 경고가 누적되어 결장하기도 했다. 1993년 초, 판 브뢰켈런(은 은퇴가 다가오는 가운데) 구단이 그에게 단장직을 제안하길 기대했지만, PSV는 프랑크 아르네센을 임명했다. 그는 이후 후보 골키퍼로 뛸 수 있게 해달라고 요청했지만 구단은 이도 거절했다. 아약스는 그에게 후보 골키퍼직을 제의했지만, 판 브뢰켈런은 이 제의를 거절하고 은퇴를 선택했다. 1994년 10월 6일, 판 브뢰켈런은 PSV에서 헌정 경기를 치렀다. 1988년 PSV의 유러피언컵 우승 주역은 두 선수단을 상대했다. 전반에는 유로 1988을 우승한 네덜란드를 상대로, 그리고 후반에는 PSV의 역대 최고 전설 선수진을 상대로 경기했다. 판 브뢰켈런은 PSV에서 도합하여 308번의 에레디비시 경기에 출전했고, 컵 경기에서 37번, 유럽대항전에서 46번의 경기에 출전했다.

## 국가대표팀 경력

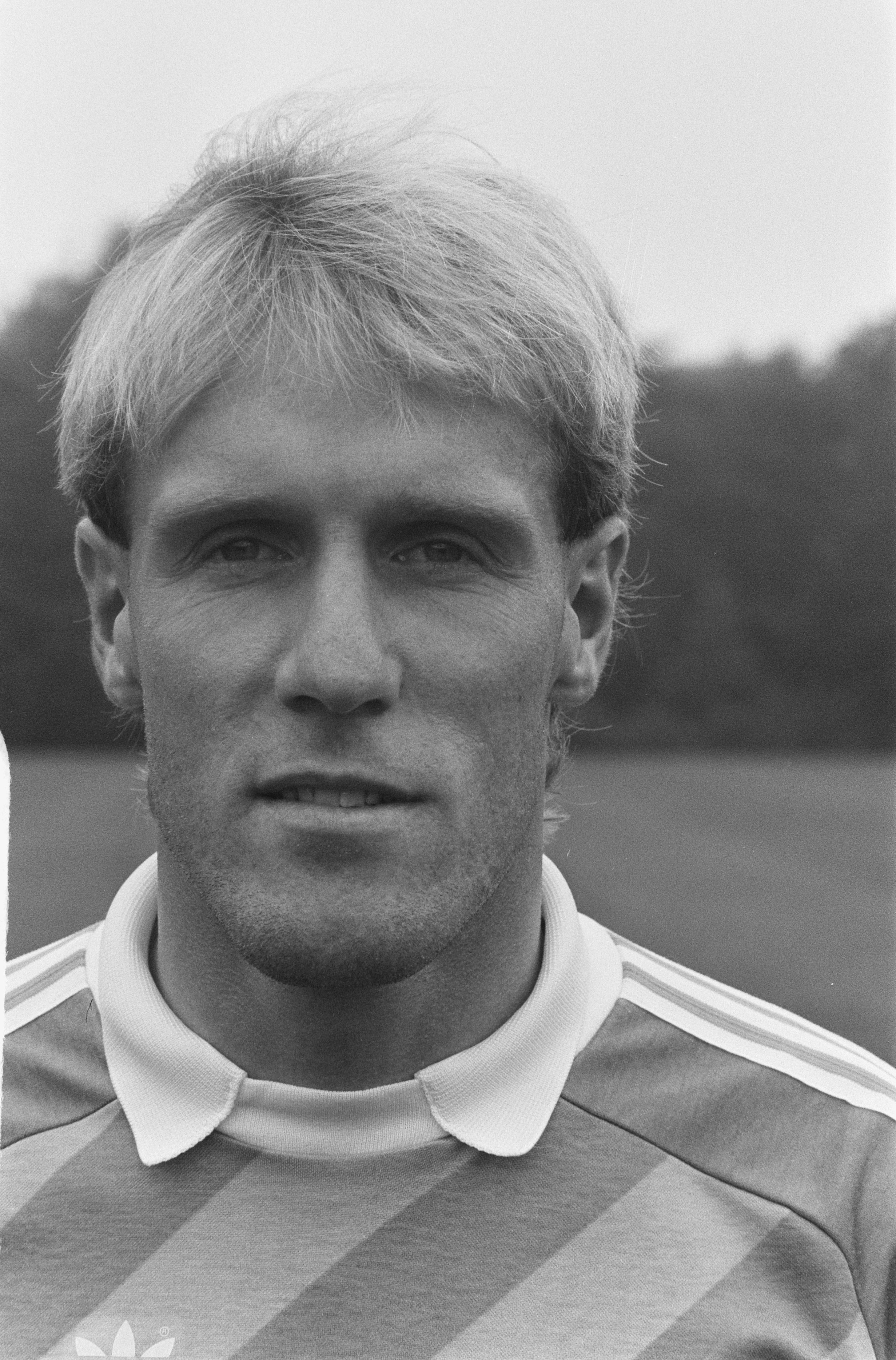
1987년의 한스 판 브뢰켈런

판 브뢰켈런은 독일과의 1980년 10월 11일 경기에서 국가대표팀 첫 경기를 치렀다. 그 후, 그는 1982년 월드컵, 유로 1984, 그리고 1986년 월드컵 예선전에 출전했지만, 네덜란드는 위의 세 대회 모두 본선행에 실패했다. 판 브뢰켈런은 유로 1988 예선전에서 기량이 하락한 가운데 부진했었는데, 1987년 헝가리전을 앞두고서 리뉘스 미헐스 감독은 그를 대신하여 요프 힐러를 골문 앞에 세웠다. 그 후로, 판 브뢰켈런은 다시 1군으로 복귀했다. 예선을 통틀어 그는 8경기에 출전해 단 1골만을 실점했고, 네덜란드의 1980년 이래 첫 국제 대회 진출로 이끌었다. 유로 1988에서 네덜란드는 간신히 조별 리그를 통과했지만, 준결승전에서 개최국이자 숙적 서독을 2-1로 이겼다. 판 브뢰켈런의 말에 따르면 "유로 결승전 진출보다 독일을 이긴 것이 더 중요했다"라고 밝혔다. 네덜란드는 이어지는 소련과의 결승전에서 2-0으로 이기며 유럽 정상에 섰다. 판 브뢰켈런은 이 경기에서 페널티 킥을 내주었지만, 뒤이어 이고리 벨라노프가 찬 공을 막아냈다. 대회 종료 후, 그는 대회 최고의 골키퍼로 선정되었다.
판 브뢰켈런과 국가대표팀은 1990년 월드컵 본선에도 올랐지만, 16강에서 서독에게 패하며 조기에 짐을 쌌다. 네덜란드 국가대표팀은 결속력이 와해된 가운데 본선 경기에 임했고, 결국 초라한 성적을 거두었다. 판 브뢰켈런은 이 월드컵을 "현역 시절 최악의 순간"으로 회자했다. 서독과의 경기에서, 판 브뢰켈런은 루디 푈러와 충돌했는데, 그는 푈러에 고함을 쳤다. 이후 패싸움이 벌어졌고, 푈러(그리고 프랑크 레이카르트)가 퇴장당했다. 한편 잉글랜드와의 조별 리그 경기는 판 브뢰켈런의 54번째 국가대표팀 경기였는데, 이로서 그는 종전에 헤위스 판 더르 머윌런이 세웠던 역대 최다 골키퍼 출전 기록을 경신하게 되었다. 73번째 국가대표팀 경기 끝에 은퇴한 그는 2003년에 에드빈 판 데르 사르가 74번째 국가대표팀 경기를 치르기 전까지 네덜란드의 역대 최다 국가대표팀 경기 출전 골키퍼로 이름을 올렸었다. 판 브뢰켈런이 치른 3번째이자 마지막 국제 대회는 유로 1992였는데, 네덜란드는 준결승전에 올랐다. 이 대회에서 네덜란드는 덴마크와 2-2로 비긴 후 승부차기에서 4-5로 패했고, 판 브뢰켈런은 한 명의 주자도 막아세우지 못했다. 이 경기는 그의 마지막 국가대표팀 경기가 되었다.

## 은퇴 후
판 브뢰켈런이 은퇴한 후, 그는 사업 전선에 뛰어들었다. 1994년부터 1997년까지, 그는 소매업체 브레이콤의 부사장을 역임했다. 축구계 복귀 의사를 밝힌 판 브뢰켈런은 구단의 제의를 더욱이 기다렸다. 트벤터가 1996년에 그의 단장직을 제의했지만, 판 브뢰켈런은 이 직위를 거절했다. 1997년, 그는 위트레흐트의 단장으로 취임했다. 그는 '도전자-계획'의 구상을 꺼냈는데, 이는 위트레흐트의 경기 방식과 구단의 목적을 명확히 드러냈다. 비록 그는 2000년 1월에 만료 없는 계약을 맺었지만, 판 브뢰켈런은 그 해 말에 위트레흐트 이사진의 확신감 부족을 확인하고 구단을 떠났다.
판 브뢰켈런은 2000년에 다시 사업 전선에 복귀했는데, 이번에는 스스로 HvB를 창업해 사업을 위한 강의 및 훈련에 특화된 교육업체를 경영했다. 판 브뢰켈런은 이후 2개 업체를 더 창업했다. 2001년 10월, 판 브뢰켈런은 감독 '훈련사 감독 1급' 면허를 취득하면서 프로 구단의 수석 코치나 아마추어 구단의 감독을 맡을 수 있게 되었다. 2005년을 기점으로, 그는 기술 및 스포츠 두 영역에서 혁신을 이끄는 네덜란드 재단의 단장을 역임했다. 2010년 7월, 판 브뢰켈런은 PSV의 이사진에 합류했다. 그의 이사진 합류는 구단의 의사 결정에 부분적으로 영향을 주는 PSV 연합(Vereniging PSV)의 추천으로 성사되었다. 2013년, PSV의 성적 부진에 실망한 판 브뢰켈런은 경영 방식과 구단 문화의 쇄신을 기대했다. 그는 휘스 히딩크를 비롯해 여러 PSV 전직 선수들과 협찬사에 접근해 그를 도울 것을 부탁했다.
2016년 6월, 판 브뢰켈런은 네덜란드 왕립 축구 협회(KNVB)의 기술 단장으로 취임했다. 그는 2018년에 이 직위를 내려놓았다.

## 경력 통계

### 클럽
| 구단            | 시즌      | 리그 | 리그 | 대륙 | 대륙 |
| 구단            | 시즌      | 출장 | 골   | 출장 | 골   |
| --------------- | --------- | ---- | ---- | ---- | ---- |
| 위트레흐트      | 1976–77   | 1    | 0    |      |      |
| 위트레흐트      | 1977–78   | 6    | 0    |      |      |
| 위트레흐트      | 1978–79   | 32   | 0    |      |      |
| 위트레흐트      | 1979–80   | 34   | 0    |      |      |
| 위트레흐트      | 1980–81   | 34   | 0    | 4    | 0    |
| 위트레흐트      | 1981–82   | 33   | 0    | 2    | 0    |
| 위트레흐트      | 1982–83   | 2    | 0    |      |      |
| 위트레흐트      | 합계      | 142  | 0    | 6    | 0    |
| 노팅엄 포리스트 | 1982–83   | 25   | 0    |      |      |
| 노팅엄 포리스트 | 1983–84   | 36   | 0    | 8    | 0    |
| 노팅엄 포리스트 | 합계      | 61   | 0    | 8    | 0    |
| PSV             | 1984–85   | 32   | 0    | 4    | 0    |
| PSV             | 1985–86   | 34   | 0    | 4    | 0    |
| PSV             | 1986–87   | 33   | 0    | 2    | 0    |
| PSV             | 1987–88   | 33   | 0    | 9    | 0    |
| PSV             | 1988–89   | 22   | 0    | 2    | 0    |
| PSV             | 1989–90   | 32   | 0    | 6    | 0    |
| PSV             | 1990–91   | 32   | 0    | 2    | 0    |
| PSV             | 1991–92   | 32   | 0    | 4    | 0    |
| PSV             | 1992–93   | 25   | 0    | 9    | 0    |
| PSV             | 1993–94   | 33   | 0    | 2    | 0    |
| PSV             | 합계      | 308  | 0    | 46   | 0    |
| 경력 합계       | 경력 합계 | 511  | 0    | 58   | 0    |

### 국가대표팀
| 국가대표팀 | 연도 | 출장 | 골 |
| ---------- | ---- | ---- | -- |
| 네덜란드   | 1980 | 1    | 0  |
| 네덜란드   | 1981 | 3    | 0  |
| 네덜란드   | 1982 | 5    | 0  |
| 네덜란드   | 1983 | 2    | 0  |
| 네덜란드   | 1984 | 3    | 0  |
| 네덜란드   | 1985 | 6    | 0  |
| 네덜란드   | 1986 | 6    | 0  |
| 네덜란드   | 1987 | 7    | 0  |
| 네덜란드   | 1988 | 10   | 0  |
| 네덜란드   | 1989 | 5    | 0  |
| 네덜란드   | 1990 | 12   | 0  |
| 네덜란드   | 1991 | 5    | 0  |
| 네덜란드   | 1992 | 8    | 0  |
| 합계       | 합계 | 73   | 0  |

## 수상
PSV
- 에레디비시: 1985–86, 1986–87, 1987–88, 1988–89, 1990–91, 1991–92
- KNVB 베커르: 1987–88, 1988–89, 1989–90
- 요한 크라위프 스할: 1992
- 유러피언컵: 1987–88

네덜란드
- 유럽 축구 선수권 대회: 1988.

개인
- 네덜란드 올해의 골키퍼: 1987, 1988, 1991, 1992.
- 유럽 축구 선수권 대회의 팀: 1988[42]
- IFFHS 세계 최우수 골키퍼 은상: 1988[43]
- IFFHS 세계 최우수 골키퍼 동상: 1992[44]